# 요하나 가스트도프

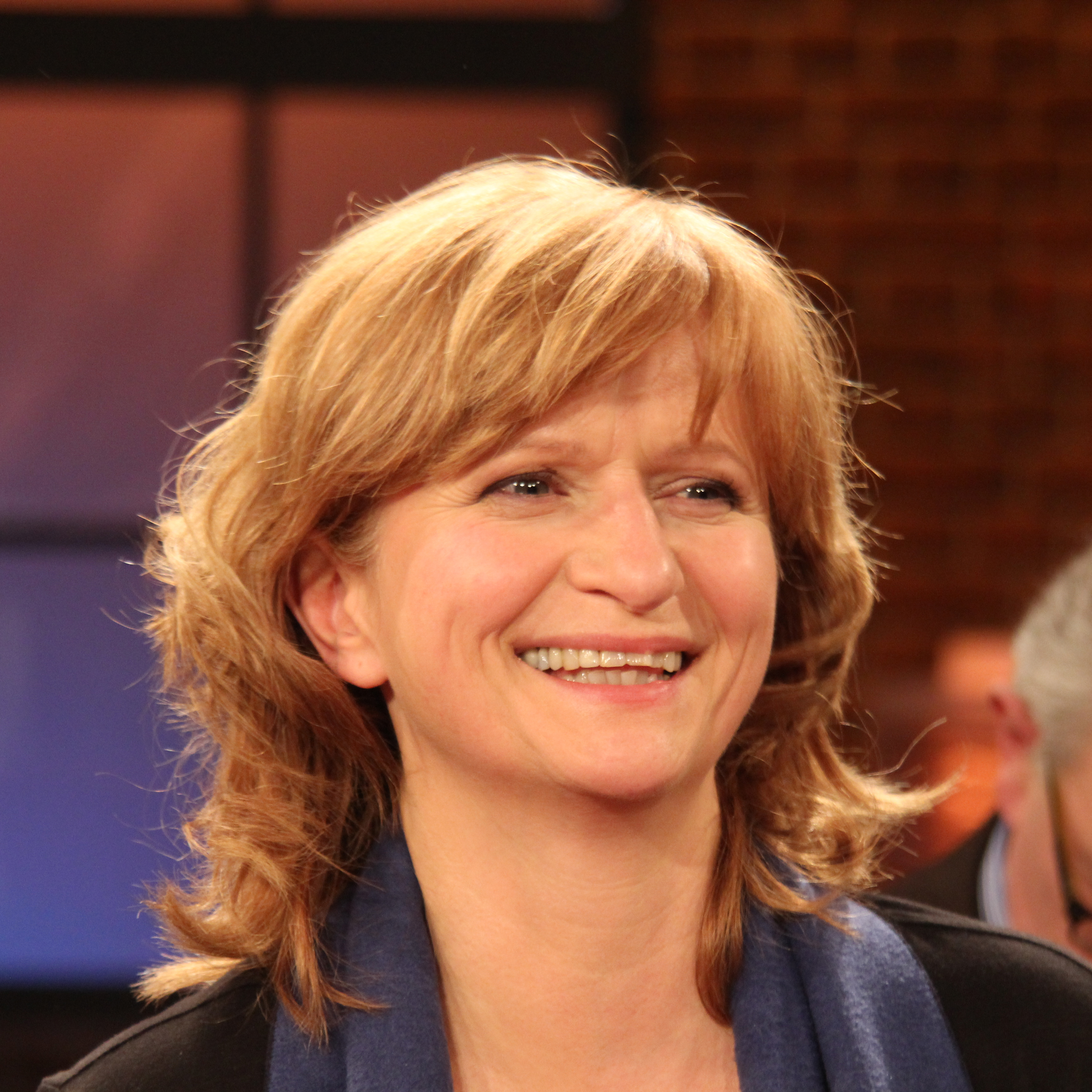

요하나 가스트도프(Johanna Gastdorf, 1959년 1월 1일 ~ )는 독일의 배우, 영화배우, 텔레비전 배우, 연극 배우이다.
함부르크에서 태어났다.

## 영화
- 작가 미상 (2018년)
- 프리츠 랑 (2016년)
- 24주 (2016년) - 베아테 역
- 더 츄즌 원즈 (2014년)
- 기프트 호스 (2009년)
- 해피 투모로우 (2008년)
- 장벽 - 베를린 61년 (2006년)
- 소피 숄의 마지막 날들 (2005년) - 엘제 게벨 역
- 오프 비트 (2004년)
- 베른의 기적 (2003년) - 어머니 역